# Дисномия (спутник)
Дисно́мия — спутник карликовой планеты (136199) Эрида, первоначально названный S/2005 (2003 UB313) 1. Открыт 10 сентября 2005 года Майком Брауном и сотрудниками в Обсерватории имени Кека, Гавайи.

## Свойства
Если альбедо Дисномии равно альбедо Эриды, то диаметр спутника 316±23 км, если же альбедо меньше (скажем, в 5 раз), то диаметр спутника может достигать 685±50 км. Он совершает полный оборот вокруг Эриды за 15,772 дня по орбите, близкой к круговой (эксцентриситет <0,01). Радиус орбиты 37 430 км. Измерение параметров орбиты спутника позволило определить массу Эриды, которая оказалась на 27 % больше, чем масса Плутона. Наблюдения за системой 
Эрида/Дисномия на космическом телескопе Хаббл в январе и феврале 2018 года позволили определить орбитальный период 15,785899±0,000050 дня и ненулевой эксцентриситет 0,0062. Наклонение орбиты Дисномии относительно плоскости гелиоцентрической орбиты Эриды было рассчитано равным 78,29±0,65°.

## Название
Первооткрыватели предлагали для спутника название Габриэла (Gabrielle) в честь спутницы Зены — главного персонажа сериала «Зена — королева воинов» (поскольку саму Эриду предлагалось назвать Зеной). Утверждённое название выбрано в честь Дисномии, в древнегреческой мифологии — дух беззакония (так переводится греческое слово Δυσνομία), дочь Эриды, богини раздора. Однако это название было предложено не только потому, что Дисномия является дочерью Эриды, но и в связи с тем, что фамилия новозеландской актрисы Люси Лоулесс (Lucy Lawless), сыгравшей Зену в сериале, также переводится как «Беззаконная».